# العجل
العجل هي لعبة من الألعاب التراثية ويرجع عمرها إلى مئات السنين، حيث كانت تؤدى عند استقبال وتوديع البحارة، وتسمى نبوة البحارة، وهي من الألعاب الشعبية التي قد اشتهرت بها ينبع البحر.

## أساسيات العجل
أساسيات لعبة العجل هي الدفوف والنقرزان والمرواس والصاجات، وتقوم فكرة اللعبة بمجموعة من الرجال يمينا ويسارا على شكل صف أو دائرة على حسب الأعداد، ويكون الغناء جماعيا لكل مجموعة، ويتفرع العجل من أربع هي الدور والتجليسة والدويرة والتشعرة، وتقام هذه اللعبة في أغلب المناسبات.